# Anna Prokop-Staszecka
Anna Barbara Prokop-Staszecka z domu Seweryn (ur. 4 czerwca 1951 w Chobędzy) – polska lekarka, dr nauk medycznych, internistka, mikrobiolog, serolog, pulmonolog. Wieloletni wykładowca akademicki Collegium Medicum Uniwersytetu Jagiellońskiego (dawniej Akademia Medyczna im. Mikołaja Kopernika w Krakowie), autorka kilkunastu prac z zakresu medycyny, opublikowanych w specjalistycznych czasopismach polskich i zagranicznych, radna Krakowa.

## Życiorys
Absolwentka Wydziału Lekarskiego Akademii Medycznej im. M. Kopernika w Krakowie (1975). W 1977 otrzymała Stypendium Watykanu w Szpitalu im. Serca Jezusowego w Rzymie. Po ukończeniu studiów pracowała w Zakładzie Immunologii Klinicznej i Doświadczalnej Instytutu Mikrobiologii w Krakowie. W 1976 rozpoczęła specjalizację z mikrobiologii i serologii zakończoną egzaminem w 1978.
W 1979 rozpoczęła pracę w Oddziale Chorób Wewnętrznych Szpitala im. Biernackiego w Krakowie i równocześnie specjalizację z chorób wewnętrznych. W 1981 podjęła pracę w Klinice Pulmonologii Szpitala Uniwersyteckiego w Krakowie. Następnie uzyskała tytuł specjalisty chorób wewnętrznych I i II stopnia (1983 i 1987). W 1993 zdała egzamin specjalizacyjny II stopnia z chorób płuc. W 1998 obroniła doktorat z zakresu nauk medycznych pod kierunkiem prof. Andrzeja Szczeklika pt. Ochronne działanie przewlekłej stymulacji β2-adrenergicznej w astmie aspirynowej.
Od 2000 pełni funkcję ordynatora II Oddziału Chorób Płuc w Krakowskim Szpitalu Specjalistycznym im. Jana Pawła II, przy którym w 2003 utworzyła Pododdział Chemioterapii. Od 9 lutego 2010 do 13 września 2019 była dyrektorem tego szpitala.
W kwietniu 2009 przystąpiła do Polskiego Stronnictwa Ludowego. W wyborach samorządowych w 2010, 2014 i 2018 uzyskiwała mandat radnej Krakowa z listy komitetu Jacka Majchrowskiego Przyjazny Kraków. W wyborach parlamentarnych w 2019 kandydowała bez powodzenia z listy PSL do Sejmu.

## Życie prywatne
Ma męża Wiesława oraz dwie córki.

## Publikacje
- Królikowski W., Głuszko P., Soja J., Prokop A., Wandzilak M., Klisiewicz – Pańszczyk T., Jurek I., Gruszka M., Sęk S., Musiał J., Szczeklik A.: „Leczenie stanów zapalnych pefloksacyną”. Pol. Arch. Med. Wewn. 1990, 85: 210–214.
- Wandzilak M., Głuszko P., Królikowski W., Prokop A., Soja J., Szczeklik A.: „Netylmycyna w leczeniu bakteryjnych zakażeń układu oddechowego”. Pol. Tyg. Lek. 1990, 45: 749–751.
- Jawień J., Prokop A.: „Zawał serca, nawracające migotanie komór i śródnabłoniak opłucnej u młodego mężczyzny leczonego w dzieciństwie radioterapią z powodu ziarnicy złośliwej”. Pol. Arch. Med. Wewn. 1993, 90: 287–290
- Bujak A., Trojanowska D., Niedzin J., Prokop A.: „Ocena wyników badań mykologicznych i mykoserologicznych materiałów z dróg oddechowych pacjentów w latach 1986–1990”. Med. Dośw. Mikrobiol. 1993, 45: 259–262.